# Тіджано
Тіджано (італ. Tiggiano, сиц. Tiscianu) — муніципалітет в Італії, у регіоні Апулія, провінція Лечче.
Тіджано розташоване на відстані близько 550 км на південний схід від Рима, 190 км на південний схід від Барі, 55 км на південь від Лечче.
Населення — 2877 осіб (2014).

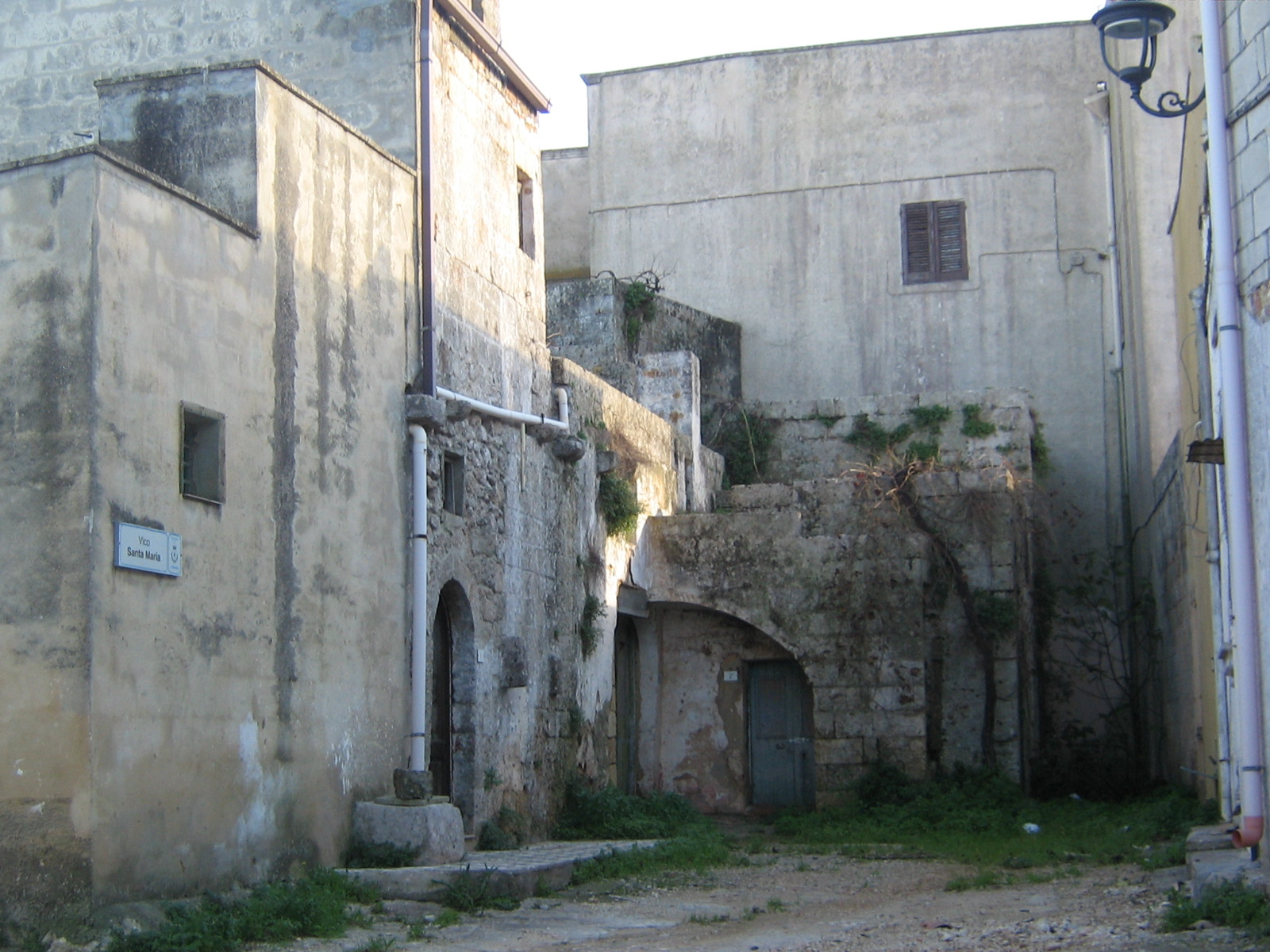

Щорічний фестиваль відбувається 19 січня. Покровитель — Sant'Ippazio.

## Демографія
Населення за роками:

Станом на 1 січня 2023 року в муніципалітеті офіційно проживали 74 іноземці з 21 країни, серед них 12 громадян країн Євросоюзу та 3 громадяни України.

## Сусідні муніципалітети
- Алессано
- Корсано
- Триказе